# Astraeus (hongo)
Astraeus es un género de hongos de la familia Diplocystaceae. El género tiene una distribución cosmopolita, contiene nueve especies de hongos (estrellas de tierra) . Se distinguen por la capa externa de la carne (exoperidio) que en la madurez se abre en forma de estrella para revelar un saco redondo de esporas. Además, tienen un carácter fuertemente higroscópico: los rayos se abren cuando están húmedos, pero cuando están calientes y secos se cierran para proteger el saco de esporas. Las especies de Astraeus crecen en el suelo en asociaciones de ectomicorrizas con árboles y arbustos.

## Descripción
El micelio de especímenes inmaduros es fibroso y se origina en todas las partes de la superficie. El peridio es aproximadamente esférico y está formado por dos capas distintas de tejido. La capa externa, el exoperidio, es gruesa, correosa e inicialmente inseparable de la capa interna (endoperidio). En la madurez, el exoperidio se abre en varios "rayos" puntiagudos. La capa interna de tejido, el endoperidio, es delgada, como una membrana. La caja de esporas rodeada por el endoperidio no tiene tallo (sésil) y se abre en la parte superior por un desgarre o poro. Microscópicamente, las células estériles, células de cadena larga llamadas capillitium se originan en la superficie interna del peridio; son muy ramificados y entrelazados. Las esporas son grandes, esféricas, marrones, con pequeñas verrugas. Las especies de Astraeus son muy higroscópicas y absorben la humedad del ambiente, por lo que los rayos se cierran sobre la caja de esporas cuando están secos, pero se abren planos cuando se humedecen.

## Historia
El género Astraeus fue descrito por primera vez por el micólogo y botánico estadounidense Andrew Price Morgan en 1885. El parecido externo de las especies de Astraeus con las del género Geastrum (familia Geastraceae) ha llevado a varios autores a ubicarlas en ese género.
Los análisis filogenéticos demostraron que el género Astraeus, junto con los géneros Boletinellus, Phlebopus, Pisolithus, Calostoma, Gyroporus, Scleroderma y Veligaster, forman un linaje filogenético distinto en Boletales; estos géneros forman colectivamente el suborden Sclerodermatineae. La similitud entre las especies de Geastrum y de Astraeus es un ejemplo de evolución convergente. Astraeus se clasifica actualmente en la familia Diplocystaceae.

## Especies

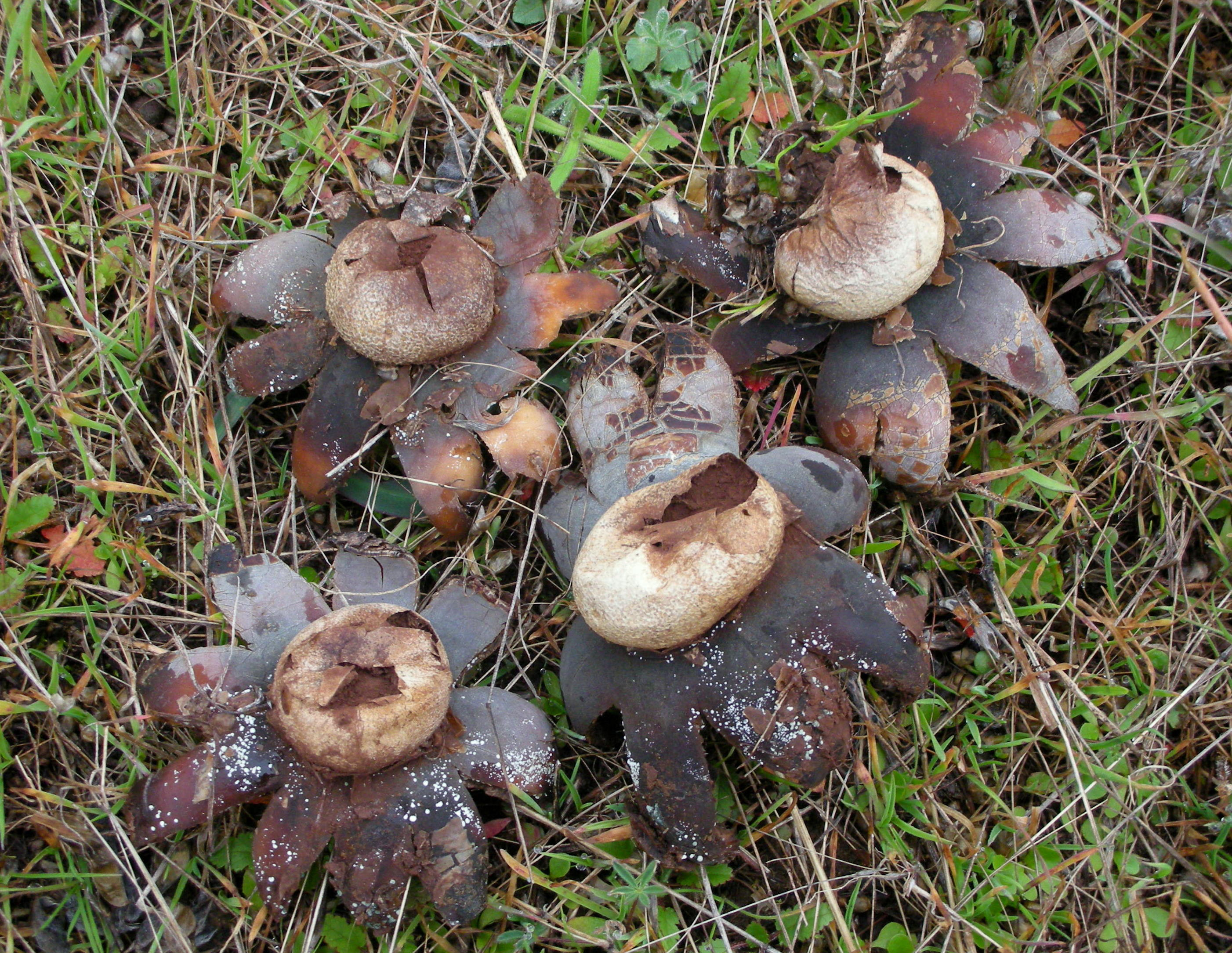
Astraeus pteridis es una especie norteamericana.

Durante mucho tiempo, se pensó que el género Astraeus contenía como mucho dos especies. Sin embargo, los estudios de la década de 2000 mostraron que las especies recolectadas de todo el mundo y etiquetadas bajo el epíteto específico hygrometricus eran en realidad considerablemente variables en varias características macroscópicas y microscópicas. Un estudio molecular de las secuencias de ADN de la región ITS del ADN ribosómico de un número de especímenes Astraeus de todo el mundo ha ayudado a establecer las relaciones filogenéticas dentro del género. Actualmente,[¿cuándo?] ocho especies son reconocidas:
- Astraeus asiaticus Phosri, M.P. Martín & Watling[11]

Esta especie, que se cree que es una versión asiática de A. hygrometricus, se encuentra en las áreas del norte de Tailandia. Su gleba tiene un color castaño purpúreo cuando está maduro y un peridio externo granulado. El rango de tamaños de sus esporas generalmente es mayor que A. hygrometricus (diámetro superior de 15.2 μm).

- Astraeus hygrometricus (Pers.) Morgan
- Astraeus koreanus (V.J.Staněk) Kreisel
- Astraeus morganii Phosri, Watling & M.P.Martín
- Astraeus odoratus Phosri, Watling, M.P.Martín & Whalley[10]

Descubiertas en Tailandia, los ejemplares frescos tienen un fuerte olor y una superficie exterior lisa.

- Astraeus pteridis (Shear) Zeller
- Astraeus sirindhorniae Watling, Phosri, Sihanonth, Un.W.Wilson & M.P.Martín[13]
- Astraeus smithii Watling, M.P.Martín & Phosri
- Astraeus telleriae M.P.Martín, Phosri & Watling

## Compuestos bioactivos
En 2008, se aislaron e identificaron cinco triterpenos tipo lanostano de los cuerpos frutales de A. pteridis; dos de estos compuestos tenían un efecto inhibidor sobre el crecimiento del patógeno Mycobacterium tuberculosis.